# プラネタリウム

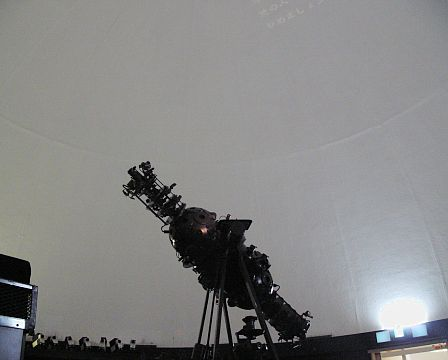
ドーム内部中央に設置されたプラネタリウム本体

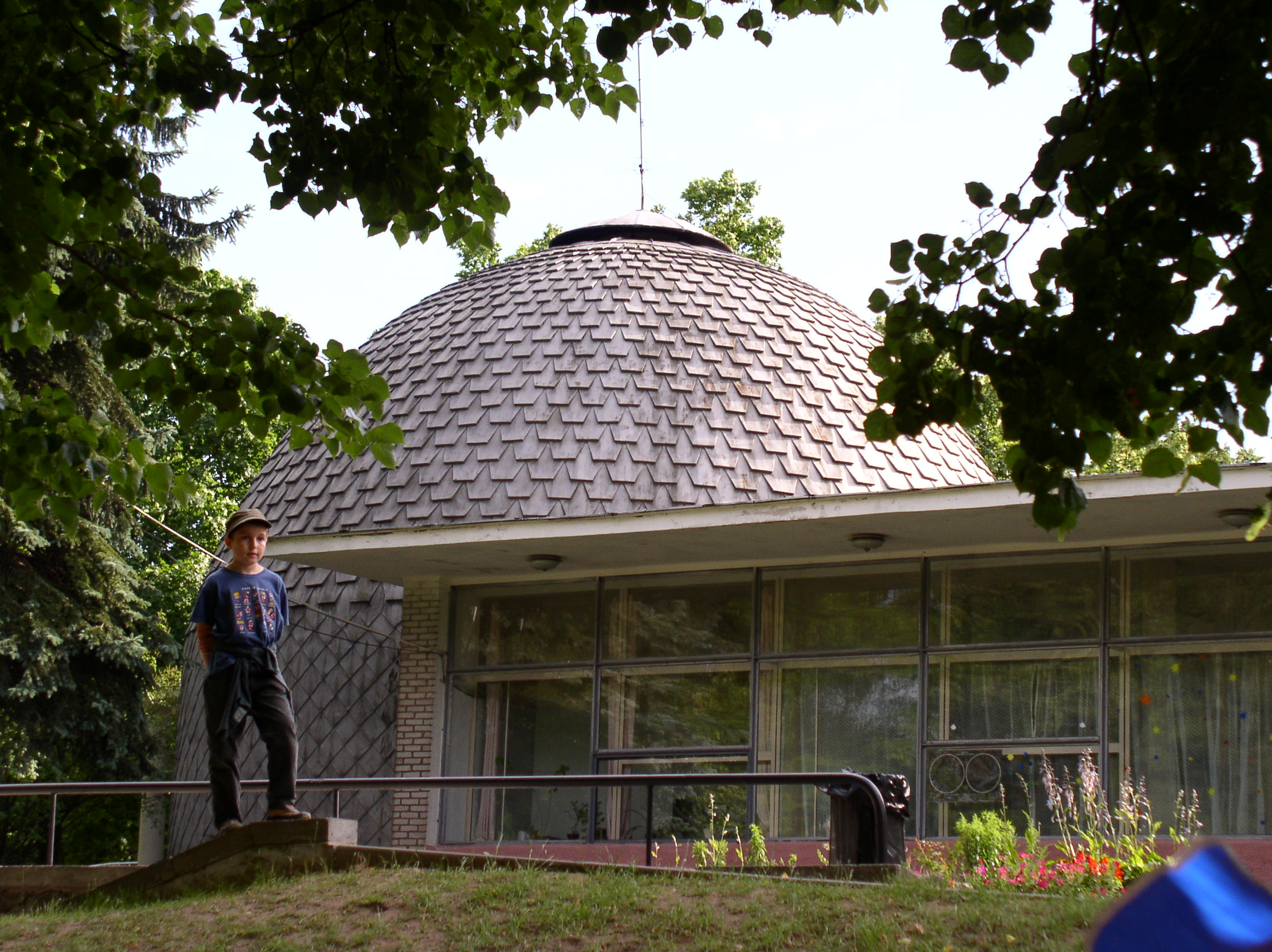
プラネタリウム施設の外観。ベラルーシ、ミンスク

プラネタリウム（羅: planetarium）は、投影機から発した光をドーム状の天井の内側に設置された曲面スクリーンに映し出すことで星の像およびその運動を再現する設備あるいは施設を指す。プラネタリューム、プラネタリュウム、天象儀（てんしょうぎ）ともいう。プラネタやプラネと略すこともある。
惑星（羅: planetes 希: πλανήτης）に由来する言葉であるが、惑星のみならず恒星を含む星空全体とその運動を再現する。また、地球上の任意の場所・時代の星空を投影したり、曲面スクリーンに投影されることを前提に撮影された映画を上映したりするなど、様々な機能を持つ。公的な機関が天文台、あるいは、科学館や博物館に併置する例がしばしば見られるが、民間企業が集客の目玉として商業施設に設置する例もある。

## 歴史

### 前史
アルキメデスは、太陽・月・惑星の運行を再現する装置を所持していたとされる。キケロの著作によれば、紀元前1世紀にギリシャの哲学者、ポセイドニオスがアンティキティラ島の機械として現在知られている機械を製作したと記述されている。この機械は太陽と月、その当時知られていた、水星、金星、地球、火星、木星、土星の惑星運行を再現するものであったらしい。1901年にアンティキティラの沈没船からアンティキティラ島の機械が発見されたことにより、そのような天体の運行を再現する装置は紀元前に既に存在していたことが実証された。
ヨハンネス・カンパヌス (1220-1296) はTheorica Planetarum （太陽系儀）を建設した。1348年から1364年にかけて時計師のジョバンニ・デ・ドンディはアストラリウムを製作した。近代的な太陽系儀は1704年に時計師のジョージ・グラハムとトーマス・トンピョンによって作られた。グラハムは自らのパトロンだった、アイルランドの第4代オーラリー伯爵の名を取って、この太陽系儀を「オーラリー」と名づけた。以降、英語圏では太陽系儀のことを「orrery」(オーラリー)と呼ぶようになる。
18世紀において、小型のオーラリーは迫力を欠いていた。18世紀末には複数の教育者達が、大型の天界を再現する装置を造った。アダム・ウォーカー（1730-1821）と彼の息子たちが製作した"Elaborate Machine" は全高12フィート、27インチ径のもので、垂直に立てられていて球体は巨大で目立っていた。その装置は説法に用いられた。
現存する最古の作動する惑星運行儀は、オランダのフラネカーに見ることができる。アイゼ・アイジンガー（1744-1828）によって彼の居室に7年の歳月をかけて製作され、1781年に完成した。
日本では江戸時代末期の1851年に田中久重によって上部に天象儀を備えた万年自鳴鐘が製作された。
このような機械仕掛けで天体の運行を再現する惑星運行儀は、日本では一部の博物館に展示されている程度である。デアゴスティーニ・ジャパンから2009年01月13日から2011年01月06日にかけて通算103巻の｢週刊 天体模型太陽系をつくる｣が刊行されている。

### 光学式プラネタリウムの開発
世界初の近代的なプラネタリウムは、1923年、ハイデルベルクのバーデン天文台の主任研究員であったマックス・ヴォルフとドイツ博物館のオスカル・フォン・ミラーが、天体運行の再現による説明を行うためにイェーナのカール・ツァイス社に依頼し、ツァイス社の技師であったヴァルター・バウアースフェルトによって発明されたものである。「ツァイスI型」と名付けられたこの投影機は、北天用の1個の恒星球と惑星棚を備え、約4500個（おおよそ6等星まで）の投影を行うことができた。恒星原板の採用や、集光レンズを使用してドーム内に星像を投影するという現在の光学式（レンズ式）プラネタリウムの基本的原理は、この時点でほぼ完成している。この投影機はドイツ博物館に収蔵されている。
「1924年にイエナのツアイス社の屋上ではじまった試写会には2か月で5万人もの人々が押し寄せ」、その後のミュンヘンでの一般公開も成功をおさめて、常設館がバルメン、ライプツィヒ、デュッセルドルフ、イェーナに設置された。イェーナでは、1926年 7月1日ツアイス社所有の「公妃の庭」の一角にオープン。

### 日本におけるプラネタリウムの歴史

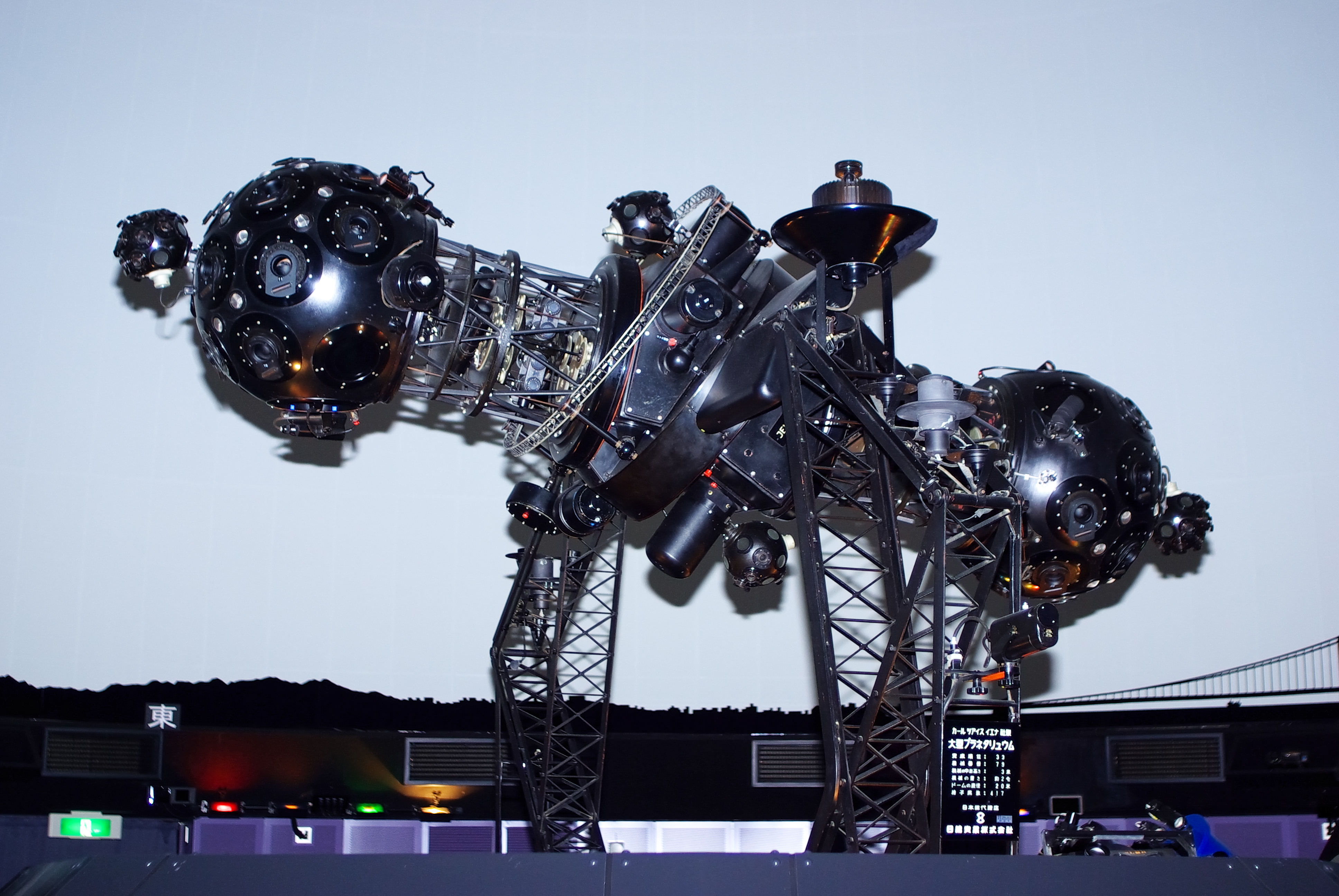
稼動しているもので日本最古（1960年6月から62年間稼働中。2012年8月29日から日本最長記録更新。）のプラネタリウム投影機（明石市立天文科学館のカール・ツァイス・イエナUPP23/3）

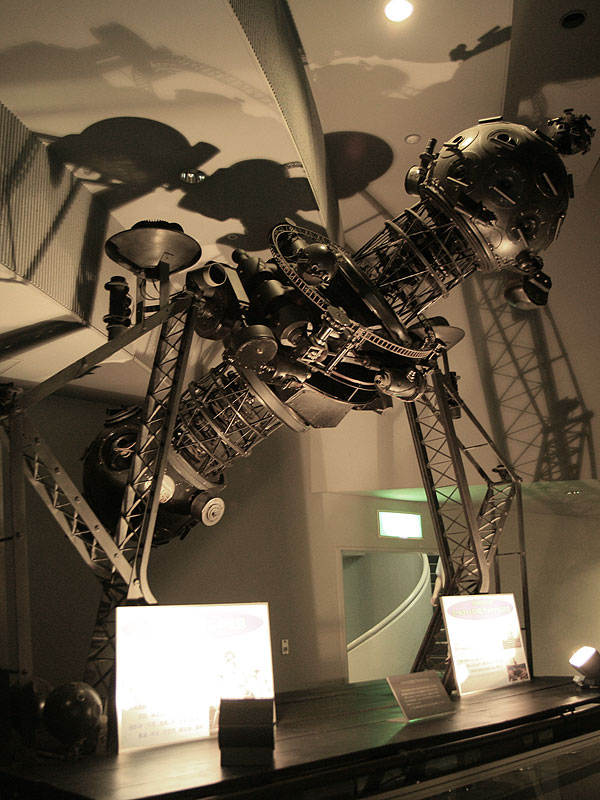
大阪市立科学館に展示されている日本最古のプラネタリウム投影機（大阪市立科学館のカール・ツァイス・イェーナ社製「ツァイスII型」

日本で最初に設置されたプラネタリウムは、1937年に大阪市立電気科学館（のちの大阪市立科学館）に設置されたカール・ツァイス・イェーナ社製「ツァイスII型」である。これは、アジアで最初に設置されたプラネタリウムでもあった。同型が1938年に有楽町の東日天文館に設置されたが、1945年に戦災で焼失した。
戦後、1957年には東京・渋谷に天文博物館五島プラネタリウムが、1960年には兵庫県明石市に明石市立天文科学館が、1962年には名古屋市に名古屋市科学館が開館した。
日本国産として最初に開発されたプラネタリウムは、1958年に、市井の発明家・信岡正典が開発した投影機で、甲子園阪神パークで開催された科学博に出展した。この投影機はそのまま常設され、その後福岡や広島などにも設置されていった。
一方、五藤光学研究所は1959年に製作したM-I型投影機（当時の価格で約800万円）である。この投影機は静岡県清水市（のちの静岡市清水区）の富士観センターや東京・浅草公園六区の新世界ビルなどに設置され、うち1台は1960年ニューヨークの国際見本市に出品、見本市終了後にコネチカット州のブリッジポート博物館へ販売され、1962年に一般公開された。
現在、五藤光学研究所とコニカミノルタプラネタリウムは、2社を合わせて世界のプラネタリウムの半数近いシェアを抱えるトップメーカーとなっている。
また、大平貴之が個人で製作し、1998年にロンドンで初公開されたメガスターは、従来比100倍に相当する投影恒星数150万個を再現し、世界のプラネタリウム専門家を驚かせた。その後、本人により設立された大平技研によって開発・運用されているメガスターIIは、恒星投影数約500万個（12.5等星まで）に拡張され、日本科学未来館や川崎市青少年科学館などに設置されて話題となった。さらに2008年6月、シカゴで行われたIPS（国際プラネタリウム協会）大会で初めて発表されたスーパーメガスターIIは、約2200万個（13等星まで）の恒星を投影することが可能である。2012年7月7日に投影を開始した東京の多摩六都科学館のプラネタリウム（五藤光学研究所製、直径27.5m）は世界最多の1億4,000万個の恒星を投影する。
2006年現在、プラネタリウムを最も多く保有している国はアメリカで約1200基、その次に日本の約300基が続いている。
投影用のドームとしては、2011年3月に名古屋市科学館に新設された直径35メートルのものが世界最大である。2021年3月まではネーミングライツスポンサーのブラザー工業により「ブラザーアース」という名称が使われていたが、ネーミングライツスポンサーがNTP名古屋トヨペットに代わった2021年4月からは「NTPぷらねっと」という名称が使われている。

## 投影される内容
主に季節毎の星空を、星空にまつわる話を交えて投影することが多い。投影機で星を投影する以外にも、OHPやスライドプロジェクタなどを利用してドーム内に絵を映し出すなど、話の進め方にもさまざまな工夫を凝らしている。また、流星群や日食、彗星の接近などの天文イベントがある場合は、それらの話題も加わることが多い。施設によってはアニメーションの上映や、CDや生演奏での演奏会といった天文学習ではない「癒し」を目的としたイベント、実際の天体観測とリンクしたイベントなど、投影の仕方も多彩になっている。投影される内容は「番組」と呼ばれ、プラネタリウム番組専門の製作・供給会社が製作したもののほかに、各施設の職員が投影する番組を自ら作成する「お手製番組」がある。投影方法自体も、あらかじめプログラムした内容で投影機を自動で作動させ、自動的に投影する方法（俗にオート番組と呼ばれる）と、オペレーターがその場で解説を行い、それに併せて投影機も手動（もしくは半自動）で操作するという投影方法（俗に生番組と呼ばれる）、あるいは両者の組み合わせなど、各施設で特色のある内容となっている。

## 構造

### 主投影機
電球の光を使って星像を投影する光学式、ビデオプロジェクターを使ってドーム全面に映像を投影するデジタル式、その両方を取り入れたハイブリッド式に大まかに分類される。

#### 光学式投影機

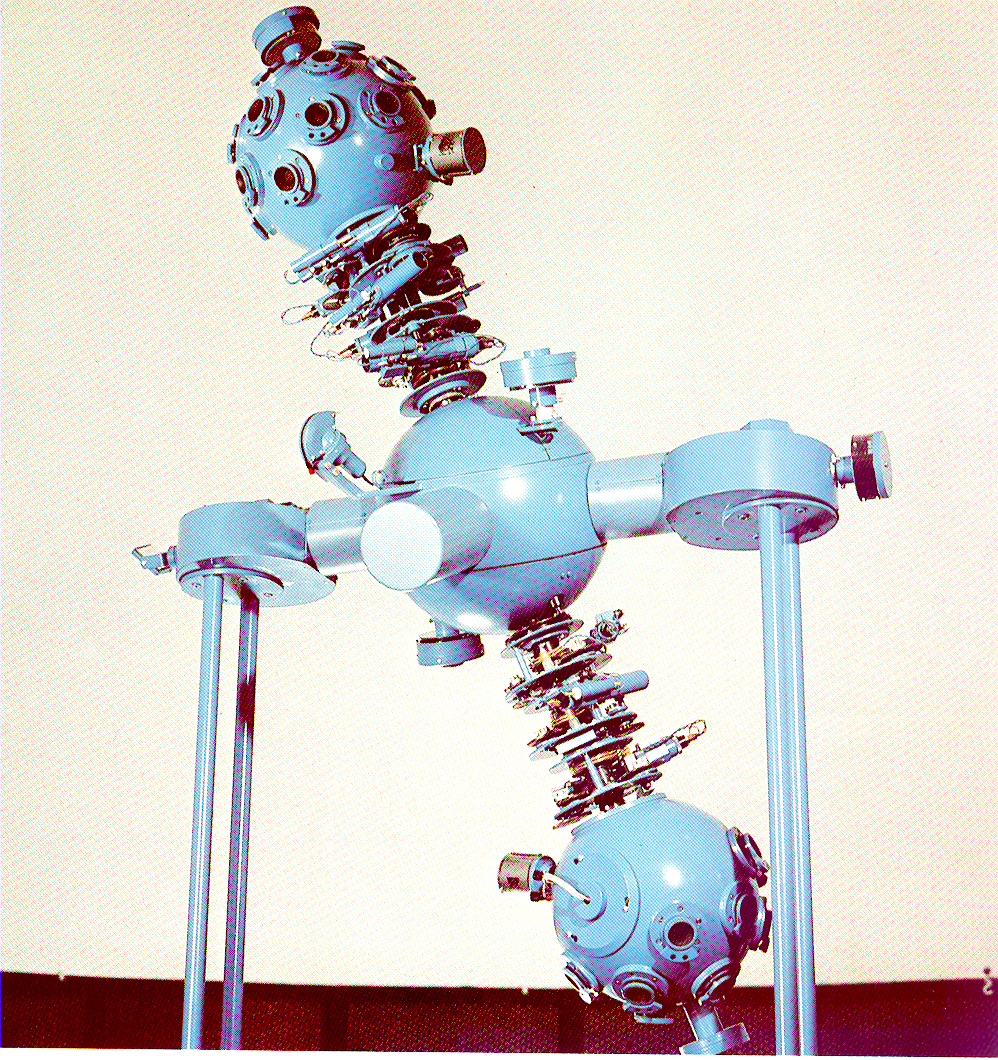
光学二球式投影機の一例（カール・ツァイスZKP2）。中央部に水平に配置されている緯度軸から惑星棚→恒星球と並んでいるツァイス型の構造がわかる。

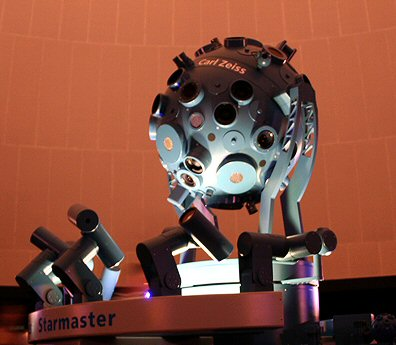
レンズ式投影機の一例（カール・ツァイスZMPスターマスター）。

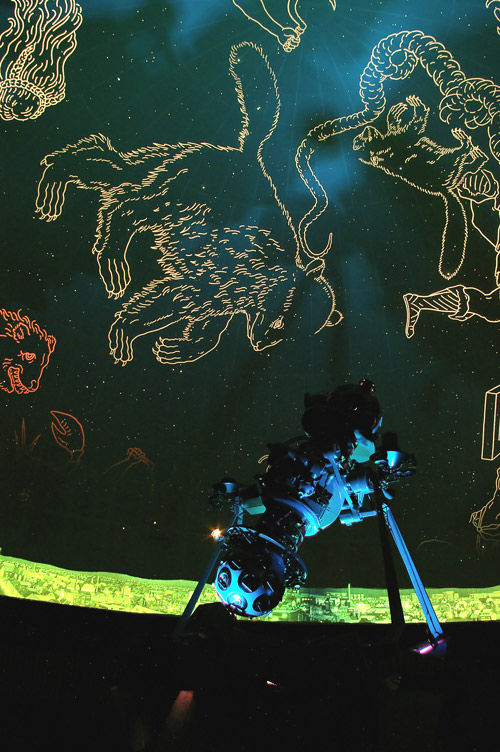
補助投影機（星座絵投影機）を使用して、ドーム内の星空に星座絵を重ねて投影する様子。緑色の帯状のものは、同じく補助投影機で投影された周囲の地平線の風景。

恒星球と呼ばれる球形または半球形の恒星投影機の中心に光源となる電球（主にハロゲンランプやメタルハライドランプが用いられるが、近年では白色の高輝度LEDも用いられる）を設置し、その光を恒星の光に見立ててドーム内に投影する方式。恒星球の構造により、ピンホール式とレンズ式に大別される。また形状により、緯度軸を中心に恒星球が北半球用と南半球用とそれぞれ独立して存在する二球式と、北半球用・南半球用の恒星球を合わせてひとつの球形（またはほぼ球形）とした一球式に大別される。二球式はさらに、主にカール・ツァイスやコニカミノルタプラネタリウムが採用する緯度軸を中心として緯度軸→惑星投影機群（惑星棚と呼ぶ）→恒星球という順で構成されるツァイス型と、主に五藤光学研究所が採用する緯度軸→恒星球→惑星棚という順で構成されるモリソン型とに区別される（なお、五藤光学研究所のGSS-IおよびGSS-IIは惑星投影機群が独立して設置されているが、惑星棚を廃止したモリソン型である）。近年では、大型の二球式投影機は投影機本体により観客の視野が遮られてしまうことから減少傾向にある。
光学式における天体の運動は日周運動、方位、緯度、歳差の4軸で制御される。ただし、歳差軸は一球式の場合省略されることがある。歳差軸を省略した場合は、歳差によって天の北極（南極）が移動した場合の日周運動を仮想軸を使って再現する。また、地平線下に恒星が投影されないように、主投影機には恒星シャッターが設けられている。恒星シャッターは重力式とXY制御式の2種類あるが、ドームが水平式の場合は重力式、傾斜式の場合はXY制御式を用いる（ドームの形式については後述）。また主投影機本体には恒星シャッターを設けず、恒星球をすだれ形シャッターで覆う方式をコニカミノルタプラネタリウムが採用している。

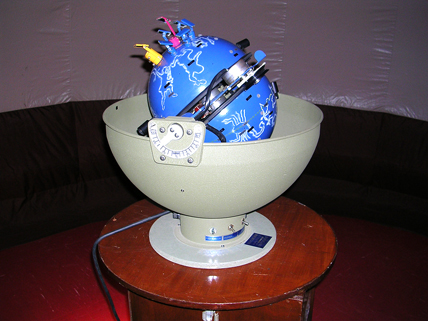
ピンホール式投影機の一例（五藤光学研究所EX-3）。

ピンホール式投影機
球状もしくは多角形の恒星球に、投影する恒星の等級に応じた穴をあけた構造。光源となる電球のフィラメントが回折して星像に悪影響を与えるので光源はできるだけ無指向、点光源に近く恒星球は大きいほどシャープな星像を得られる。構造が単純なため、中学校や高校などの学校教材として用いられるほか、アマチュアの天文サークルや個人によって自作されることも多い。アマチュア用だけでなく、アメリカのスピッツ社の大型ピンホール式投影機は全米各地の教育施設に納入されているほか、フランスのラ・ヴィレット公園にあるシテ科学産業博物館でも使用されている（明るい星はレンズで投影）。また、移動式のプラネタリウムの製品、ラーニングテクノロジー社のスターラボや、AE社のキューベックスなど、多くがピンホール式である。
レンズ式投影機
恒星球に内蔵された恒星原板と呼ばれる恒星の座標・等級に応じた小穴を開けた薄い金属箔（全天を32分割して、32枚の恒星原板を用意する）に光源の光を通し、その光をさらに集光レンズを通して集約し、ドーム内に投影する方式。ピンホール式に比べて光の経路はより複雑になり、多くのレンズを恒星球に仕込まなければならない関係上、軽量化・小型化・低価格化が難しいものの、ピンホール式よりシャープな星像を容易に得ることができ、また恒星原板さえ作成できれば投影する恒星の増加にも対応可能である。現在、プラネタリウム投影機の主流を成している方式である。近年では、カール・ツァイスの投影機などでは光源から恒星原板へ光を導くための導光路として、光ファイバーを使用するものもある。これにより、等級に応じて光の強度を変えることができるため、星像がよりシャープになる。また、従来は光源からの光の9割以上は無駄になっていたが、光の利用効率が高まるという利点もある。この結果、光源ランプの出力が少なくて済み、消費電力を減らすことができるようになったが、光ファイバーを恒星原板に直接植え付ける構造のため、光学系の小型化や再現できる恒星数に限界がある点も否めない。半導体製造技術で発達した微細加工技術を応用して導光路を形成する方法も開発されつつある。
2012年現在、世界でレンズ式光学投影機を製作しているメーカーは五藤光学研究所、コニカミノルタプラネタリウム、カール・ツァイス、大平技研の4社のみである。
惑星投影機群
主投影機に惑星棚を採用する場合は、水星、金星、火星、木星、土星、月および太陽をギアの組み合わせで運動を忠実に再現する。これらの惑星投影機はプラネタリウムという名称の由来でもあり、最も精緻な機構である。ただし、再現できる時間に限りがあり、現在を起点として数千年の範囲である。惑星投影機群を主投影機より独立させる場合は、各々の投影機をXY制御すれば良いので、機構が簡単で、天文計算ができる限りどこまでも運動を再現できる。また、この機構を応用してドームスクリーン上に太陽を中心とした太陽系の各惑星の軌道を再現する（つまり太陽系を外宇宙から見たような視点から見る）ことが可能な機種もあり、こうした機能を持つ投影機を『宇宙型』として区別する場合もある。
補助投影機
ピンホール式でもレンズ式でも、恒星の明るさは恒星球もしくは恒星原板に開けられた穴の大きさで表す。これはドームスクリーンに投影された星像の大きさが恒星によって違うことを意味するが、観客が肉眼で見た時にはその大きさの変化を識別できず、明るさの違いとして錯覚されることを利用している。しかし、最も暗い恒星の穴の大きさを基準として単純に穴の大きさを計算すると、最も明るい恒星（シリウス）の大きさが月の直径より大きくなるなどの問題が生じる。これを避けるため、一等星などの明るい恒星については、ブライトスター（輝星）投影機と呼ばれるその恒星専用の投影機を用いる。恒星原板を通して投影される恒星には色がついていない（電球色）が、ブライトスター投影機で投影される恒星にはスペクトル型に応じたレンズフィルターをかけ、恒星の色を再現することができる。また、変光星のように明るさが変化する恒星や天の川を再現する場合にも専用の投影機が用いられる。この他にも観客に星座や季節の移ろいなどを分かりやすく解説するために、方角を示す文字や地平線の風景、天の赤道・黄道・子午線などの座標線、星座線、星座絵などを投影するための投影機が使われる。先述のブライトスター投影機を含め、これらの投影機を総称して補助投影機という。変わった補助投影機としては、二至二分投影機（春分、夏至、秋分、冬至の太陽を同時に投影する）、流星群投影機、雷投影機、オーロラ投影機などがある。

#### デジタル式投影機
デジタル式では、ドームの全面または一部を1台または複数のビデオプロジェクターを使って映像を投影する。1台のプロジェクターを使用する場合は魚眼レンズを使うことが多いが、解像度および輝度の点で満足できないことが多い。最初のデジタル式プラネタリウムと言えるのはアメリカのエバンズ&サザーランド（Evans & Sutherland）が開発したDigistar（デジスター）である。これは魚眼レンズを用いる方式であった。なお、Digistarは白黒でベクトル式描画である。その後、五藤光学研究所により複数のビデオプロジェクターを組み合わせてドームに投影する方式を採用したVirtuarium（バーチャリウム）が開発・商品化される。Virtuariumはカラーでラスター式の描画である。Virtuariumに続いて同様の方式に基づいた、エバンズ&サザーランドのStarRider（その後Digistar 3に続く）、アメリカ・スカイスキャン（Sky-Skan Inc.）のSkyVision（その後DigitalSky2 に続く）、スピッツのDigiDome、カール・ツァイスのADLIPなどが開発された。また、小規模ドーム用に魚眼レンズを用いて投影するMEDIAGLOBEがコニカミノルタプラネタリウムによって販売されている。
デジタル式プラネタリウムはコンピュータグラフィックスなどを使って自由に映像を展開できる点で、プラネタリウム番組の表現力が大幅にアップするメリットがある。その反面、プロジェクターの進歩こそあるものの、恒星の輝き方や宇宙の暗黒部の再現といった部分は現在でも光学式には遠く及ばない。アメリカではデジタル式が流行しているが、光学式に対する根強い支持もある。
2019年、エバンス&サザーランドが全く新しい映像システム「DomeX」を発表。これは従来投影スクリーンとして利用していたドーム全体にLEDを取りつけてドーム全面をLEDディスプレイ化したもので、｢投影｣という従来の常識を根底から覆す画期的な映像システムとして注目されている。コニカミノルタプラネタリウムは、日本初のLEDドームシステム「DYNAVISION-LED」によるプラネタリウムシアター「コニカミノルタプラネタリウム満天NAGOYA」を2021年10月27日に開設した。

#### ハイブリッド式投影機
光学式投影機とデジタル式投影機を両方設置し、投影する番組の内容に応じてそれぞれの投影機を別々にも同時にも使用可能としたシステムを指す。光学式の精緻な星像とデジタル式の自在な映像という双方の利点を併せ持ち、より臨場感溢れる番組制作および投影が可能となる反面、複数の投影機が必要となることからイニシャルコストの面ではどうしても割高になってしまう欠点もある。また、投影機を複数台稼動させることに伴う操作系の複雑化や、システムの特色を最大限に生かした番組を制作しようとする場合、番組製作に掛かる時間的コストや人的コストも無視することはできない。
ハイブリッド式投影機に用いられる機材（光学式投影機とデジタル式投影機）はほとんどの場合同一のメーカーで揃えることが多く、投影機メーカーもこうした運用に対応した機材を各種ラインアップしている（五藤光学研究所のCHIRON、コニカミノルタプラネタリウムのジェミニスター、カール・ツァイスのUNIVERSARIUMなど）が、導入する側の意図により、光学式投影機とデジタル式投影機が異なるメーカーになることもある（例えば大阪市立科学館では、光学式投影機はコニカミノルタ製、デジタル式は五藤光学製を採用し、名古屋市科学館では、光学式はカール・ツァイス製、デジタル式はコニカミノルタ製である）。
このように導入時や運用時におけるコストなどの問題はあるものの、多彩な投影と柔軟な運用が可能であることからハイブリッド式投影機の需要は高く、現在、施設の新規建設・改築や既存機材の老朽化にともなう投影機の更新や入替の際にハイブリッド式投影機を導入する施設は増加している。
なお、『ハイブリッドプラネタリウム』という呼称で呼ばれることもあるが、この呼称は五藤光学研究所の登録商標である。

### 投影ドーム
ドームの形状としては、大きく水平式と傾斜式に分けられる。水平式は実際に空を見上げたようにお椀型のドームをかぶせたような形状で、実際に野外で星空を眺める行為により近く、直感的である。水平式の場合は座席を投影機を中心とした同心円状に配置することが多かったが、解説映像を見せながら進行する番組が増えてきた影響で、特定の方向を向くように並べる方式も採用されている。
一方傾斜式は、ドームを5-30度ほど傾け、座席を一方向に向けて階段状に配置する方法である。この方式のメリットは、どの座席に座っても比較的プラネタリウムの投影像を見やすいことである。ただし、IMAXなどの全天周映像が同時に導入される機会が増えたこととも無関係ではない。このような構造を採用した施設を宇宙劇場（Space Theater）と呼ぶことがある。
なお、体育館のような広い屋内の空間に設置して映写できる移動可能な簡易型のものとしてエアドーム式の投影ドームがある。

## 主な開発メーカー

### ハードウェア
- 五藤光学研究所
- コニカミノルタプラネタリウム
- 大平技研
- カール・ツァイス
- スピッツ
- エバンス・アンド・サザランド（E&S）
- 渡辺教具製作所 主に文教向け製品

過去に製作していたメーカー
- 興和
- ペンタックス[注釈 8]

特殊機材を開発したメーカー
- ソニー

簡易型プライベート用機材を開発したメーカー
- セガ・トイズ（現セガ フェイブ）
- ケンコー（現ケンコー・トキナー）

### ソフトウェア
- Stellarium (教育自由ソフトウェア)

### その他
天文雑誌や科学雑誌を編集している出版社などからも、厚紙製のプラネタリウムが工作用に出版されている。これは、ピンホール型の製品であり、厚紙を切り抜き、針で穴を開け、組み立てる。なお、中心部に豆電球を取り付けることで、簡単に組み立てることが可能である。
また、学校教育用に開発された製品の中には、投影用の小さなドームを含むものもある。これは、理科資料室などへ移動して簡単にしまうことができるため、一時期数多くの学校などにおいてあった製品でもある。
2009年は世界天文年2009で各地の公開天文台やプラネタリウムで関連イベントが開催された。